# 松伏町
松伏町（まつぶしまち）は、埼玉県の東部に位置し、北葛飾郡に属する町。
人口は約3万人。

## 地理
南北に長い形状をしている。田島、金杉付近は吉川市境と入り組んでいる。北東部の築比地は江戸川によって分断された下総台地の一部の金杉台地であるが、それ以外はほぼ平坦な地形。僅かに古利根川沿いの河畔砂丘による微高地が周辺より高く、町役場などはこの上にある。町域は約16平方キロメートル。
- 河川
  - 江戸川
  - 古利根川
  - 中川
  - 清水用水路
  - 金杉大排水路
  - 江戸川右岸用水路
  - 九尺排水路
  - 八間堀悪水路
  - 弥太郎第1雨水幹線
  - 弥太郎第2雨水幹線
  - 赤岩幹線排水路（赤岩雨水幹線）
  - 二郷半領用水路
  - 下八間堀悪水路

- 河畔砂丘（中川低地の河畔砂丘群）
  - 松伏砂丘
  - 上赤岩砂丘

## 歴史
- 江戸以前は下総国葛飾郡であった。
- 1955年4月20日 - 松伏領村と金杉村が合併、松伏領村（まつぶしりょうむら）が新設される。
- 1956年4月15日 - 松伏村に改称。
- 1967年 - 人口が1万人を突破。
- 1969年4月1日 - 町制施行、松伏町となる。
- 1985年 - 人口が2万人を突破。
- 2001年12月4日 - 人口が3万人を突破。
- 2016年 - 同年10月発表の推計人口によると、人口が3万人を下回る。

吉川市との合併も考えられていたが、松伏町の反対多数により断念した（吉川市は賛成多数）

## 人口
| |                                        |  |
| 松伏町と全国の年齢別人口分布（2005年） | 松伏町の年齢・男女別人口分布（2005年） |  |
| ■紫色 ― 松伏町 ■緑色 ― 日本全国 | ■青色 ― 男性 ■赤色 ― 女性              |  |
| 松伏町（に相当する地域）の人口の推移 \| 1970年（昭和45年） \| 12,207人 \| \| \| 1975年（昭和50年） \| 15,806人 \| \| \| 1980年（昭和55年） \| 18,462人 \| \| \| 1985年（昭和60年） \| 20,340人 \| \| \| 1990年（平成2年） \| 24,194人 \| \| \| 1995年（平成7年） \| 27,775人 \| \| \| 2000年（平成12年） \| 29,021人 \| \| \| 2005年（平成17年） \| 30,857人 \| \| \| 2010年（平成22年） \| 31,160人 \| \| \| 2015年（平成27年） \| 30,061人 \| \| \| 2020年（令和2年） \| 28,266人 \| \| |                                        |  |
| 総務省統計局 国勢調査より |                                        |  |
| 1970年（昭和45年） | 12,207人                               |  |
| 1975年（昭和50年） | 15,806人                               |  |
| 1980年（昭和55年） | 18,462人                               |  |
| 1985年（昭和60年） | 20,340人                               |  |
| 1990年（平成2年） | 24,194人                               |  |
| 1995年（平成7年） | 27,775人                               |  |
| 2000年（平成12年） | 29,021人                               |  |
| 2005年（平成17年） | 30,857人                               |  |
| 2010年（平成22年） | 31,160人                               |  |
| 2015年（平成27年） | 30,061人                               |  |
| 2020年（令和2年） | 28,266人                               |  |

## 行政
- 町長 高野祐大（まさひろ）（2025年6月2日～在任)[3]）

- 歴代首長
  - 山崎悦三（1955年 - 1957年）
  - 若盛教淳（1957年 - 1977年）
  - 石川仁（1977年 - 1993年）
  - 千代忠央（1993年6月2日 - 2005年6月1日）
  - 会田重雄（2005年6月2日 - 2017年6月1日）
  - 鈴木勝（2017年6月1日-2025年6月1日)[4]）

### 公共施設
- 中央公民館「エローラ」
- 赤岩地区公民館
- 松伏町B＆G海洋センター
- 保健センター
- 北部サービスセンター
- 町立かるがもセンター
- 児童館ちびっこランド
- 外前野記念会館

### 広域行政
一部事務組合
- 江戸川水防事務組合：吉川市、春日部市、三郷市とともに、構成市町の市町域内江戸川右岸における水防事務を行っている。事務所は三郷市役所内に設置。
- 東埼玉資源環境組合：越谷市、草加市、吉川市、三郷市、八潮市とともに可燃ごみとし尿処理を行っている。
- 吉川松伏消防組合：吉川市とともに消防・救急、火薬類取締法・液化石油ガス法・高圧ガス保安法に基づく事務を行っている。

地方公営企業
- 越谷・松伏水道企業団：越谷市とともに上水道事業（水道を供給）及び下水道事業（使用料徴収のみ）を行っている。

事務の委託
- 越谷市斎場：越谷市に火葬場・葬祭場の設置・維持管理事務を委託している。

協議会
- 埼玉県東南部都市連絡調整会議：越谷市、草加市、三郷市、吉川市、八潮市とともに公共施設の相互利用、図書館の広域利用、重症心身障害児施設中川の郷療育センターの共同設置、埼玉県東南部地域公共施設予約案内システム（まんまるよやく）の運営を行っている。また、政令指定都市移行を目標とした合併に関する会議を開催や構成する自治体の住民が参加できる事業を開催している。

## 議会

### 町議会
- 定数：15人
- 任期：2020年4月20日 - 2024年4月19日

### 県議会
- 選挙区：東12区吉川市・松伏町選挙区
- 定数：1人
- 任期：2023年4月30日 - 2027年4月29日
- 投票日：2023年4月9日
- 当日有権者数：82,534人
- 投票率：27.90％

| 候補者名 | 当落 | 年齢 | 所属党派               | 新旧別 | 得票数   |
| -------- | ---- | ---- | ---------------------- | ------ | -------- |
| 松沢正   | 当   | 63   | 自由民主党             | 現     | 11,446票 |
| 岩田京子 | 落   | 52   | 埼玉県市民ネットワーク | 新     | 11,183票 |

## 経済

### 産業
- 東埼玉テクノポリス（吉松工業団地）
- 茨城急行自動車、ジャパンタローズの本社がある。
- ヱスビースパイス工業(エスビー食品関連会社)埼玉工場

### 金融機関
- 埼玉りそな銀行松伏出張所
- 武蔵野銀行松伏支店
- 栃木銀行松伏支店
- 城北信用金庫松伏支店
- さいかつ農業協同組合松伏支店

## 姉妹都市・提携都市
- 国内
  - 上富良野町（北海道）
    - 国内交流事業
- 国外
  - グライスドルフ（オーストリア）
1990年9月 - 国際交流事業開始

## 地域

### 健康
- 平均年齢：40.4歳（男39.6歳、女41.2歳）  [平成18年1月1日現在]

### 病院
- 埼玉筑波病院
- 埼玉あすか松伏病院

### 福祉
保育所
- 松伏町立第一保育所
- かしのき保育園
- こどもの森保育園
- ゆたか保育園
- みどりの丘保育園

### 教育
幼稚園
- 大川戸幼稚園
- たから幼稚園
- まつぶし幼稚園

小学校
- 松伏町立松伏小学校
- 松伏町立松伏第二小学校
- 松伏町立金杉小学校

中学校
- 松伏町立松伏中学校
- 松伏町立松伏第二中学校

高等学校
- 埼玉県立松伏高等学校

大学
- 大正大学

短期大学
- 淑徳学園短期大学（現在は廃止）
- 実践女子短期大学(現在は廃止)

特別支援学校
- 埼玉県立越谷西特別支援学校松伏分校（埼玉県立松伏高等学校内）

### 消防
- 吉川松伏消防組合（吉川市）
  - 松伏消防署
- 吉川松伏消防組合消防団
  - 松伏町消防団

### 警察
- 吉川警察署（三郷市）
  - 松伏交番

### 郵政
郵便番号は町内全域が「343-01xx」で、吉川郵便局が集配している。
- 松伏郵便局
- 金杉郵便局

### 電話番号
市外局番は町内全域が「048」。市内局番が「9XX」の地域との通話は市内通話料金で利用可能（草加MA）。収容局は第二松伏局のみ。

## 交通

### 鉄道
町内を走る鉄道路線はない。利用されやすい最寄り駅は、東武伊勢崎線北越谷駅や東武野田線野田市駅など。
なお、松伏町では周辺自治体とともに地下鉄8号線（有楽町線）の誘致活動を行っている（詳細は東京直結鉄道を参照）。

### バス
- 吉川・松伏号、ミッドナイト吉川・松伏号（JRバス関東）
  - 東京駅八重洲南口→松伏バスターミナル（平日往路のみ1日2便）※運休中
- ジャパンタローズ（タローズバス）
  - 松伏ターミナル - 南越谷駅南口（新越谷駅東口）
  - 東埼玉テクノポリス - 南越谷駅南口（新越谷駅東口）、松伏高校経由
  - 東埼玉テクノポリス - 南越谷駅南口（新越谷駅東口）、松伏ニュータウンショッピングセンター経由
  - タローズ本社前 - 越谷レイクタウン駅北口
  - コミュニティバス「松伏町循環バス」 - 2003年3月廃止。
- 茨城急行自動車
  - せんげん台駅 - 大正大学入口
  - せんげん台駅 - 松伏町役場
  - 北越谷駅 - 松伏 - 野田市駅
  - 吉川駅 - 松伏ターミナル

等

### タクシー
タクシーの営業区域は県南東部交通圏で、春日部市・草加市・越谷市・久喜市・八潮市などと同じエリアとなっている。

### 道路
高速道路
- 東埼玉道路（事業中）
  - 浦和野田線IC（仮称）

一般国道
- 国道4号東埼玉道路（一般部）

県道
- 主要地方道
  - 埼玉県道10号春日部松伏線
  - 埼玉県道19号越谷野田線
  - 埼玉県道21号三郷松伏線
  - 埼玉県道42号松伏春日部関宿線
  - 埼玉県道67号葛飾吉川松伏線
  - 埼玉県道80号野田岩槻線

- 一般県道
  - 埼玉県道156号三郷幸手自転車道線
  - 埼玉県道378号中井松伏線

その他主要道路
- 埼葛広域農道

## 名所・旧跡・観光スポット・祭事・催事
- 田園ホール・エローラ松伏総合公園の風車と池
- 松伏記念公園
- 松伏総合公園
  - 風車
- B&G海洋センター

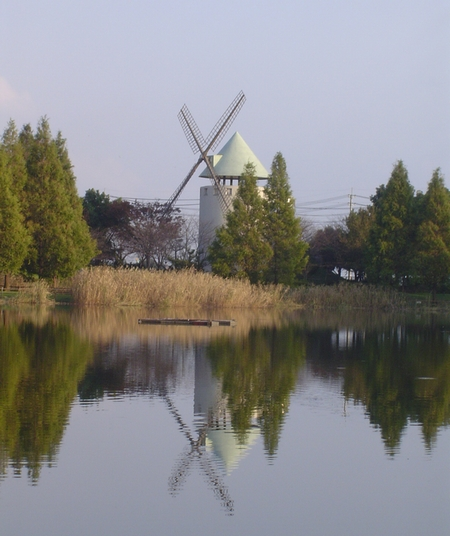
松伏総合公園の風車と池

- まつぶし緑の丘公園（2007/4/1より一部開園）
- 東陽寺（関東八十八箇所・77番霊場）

## 出身・ゆかりの有名人
- 金子丑之助（医学博士・解剖学者・医学者・日本医科大学名誉教授・埼玉医科大学教授）
- 後藤純男（日本画家・東京芸術大学元教授）
- 羽田圭介（作家・芥川賞受賞）
- 石川遼（プロゴルファー）
- 石島雄介（バレーボール選手）
- 佐藤望実（バレーボール選手）
- 及川拓馬（将棋棋士）
- 畑野ひろ子（女優・モデル）
- 横浜流星（俳優）
- 山崎峯次郎（エスビー食品・創業者[5]）
- 松田元太 (TravisJapan)